# Balhousie Castle

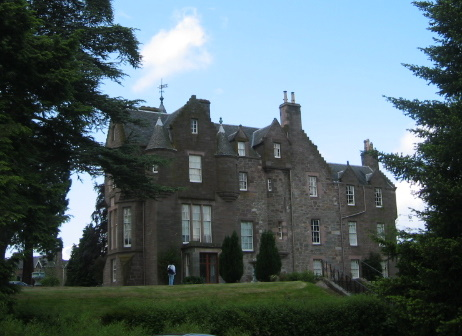
Ostfassade von Balhousie Castle, von der aus man den North Inch überblicken kann.

Balhousie Castle ist ein Herrenhaus in Perth (an der Hay Street, ursprünglich etliche 100 Meter nördlich der mittelalterlichen Stadt) in der schottischen Council Area Perth and Kinross.
Das Bauwerk ist als Kategorie-B-Denkmal klassifiziert.

## Beschreibung
Das Haus stammt von 1631, wenn auch seine Ursprünge noch weitere 300 Jahre zurückreichen sollen. Ursprünglich war es der Sitz der Earls of Kinnoull und stand in einer Einfriedung, zusammen mit Nebengebäuden, Obsthainen etc., auf einer Terrasse über dem Park North Inch.
Nachdem es Anfang des 19. Jahrhunderts vernachlässigt worden und verfallen war, wurde es 1862/1863 vom Architekten David Smart „restauriert“ (tatsächlich aber praktisch neu gebaut) und im Scottish Baronial Style umgestaltet und erweitert. Vom ursprünglichen Haus blieben nur Teile der Bruchsteinmauer an der Ostseite erhalten.
1962 wurde in Balhousie Castle das Regimentshauptquartier und das Museum der Black Watch installiert. Im Museum ist die Geschichte des Regiments von 1739 bis heute dargestellt. Der Black Watch Heritage Appeal wurde im September 2009 herausgegeben, um über 3,2 Mio. £ für die Renovierung von Balhousie Castle als permanenten Standort für Museum und Archiv der Black Watch aufzutreiben. Die Treuhänder des Regiments kauften das Herrenhaus im Januar 2009.

## Galeriebilder

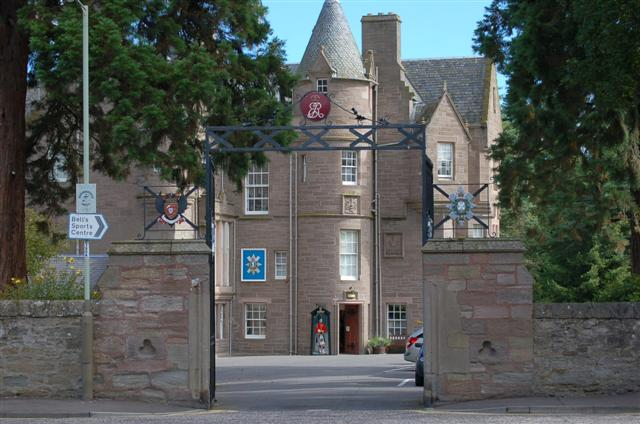
Eingang zum Herrenhaus, gesehen durch das Haupttor
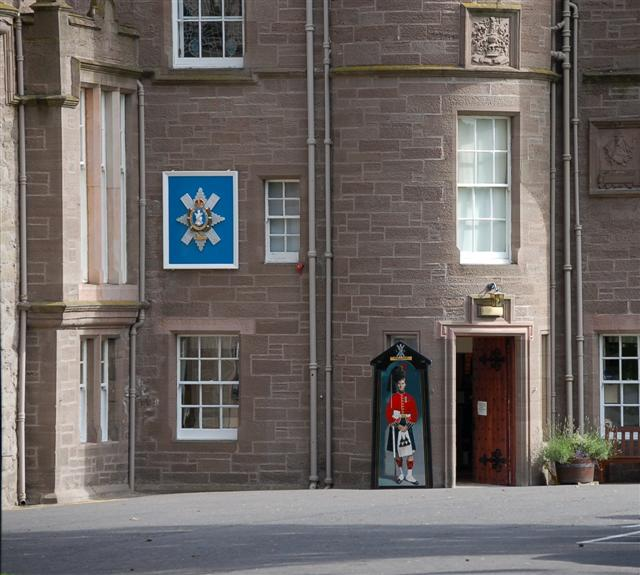
Eingang zum Herrenhaus in Großaufnahme
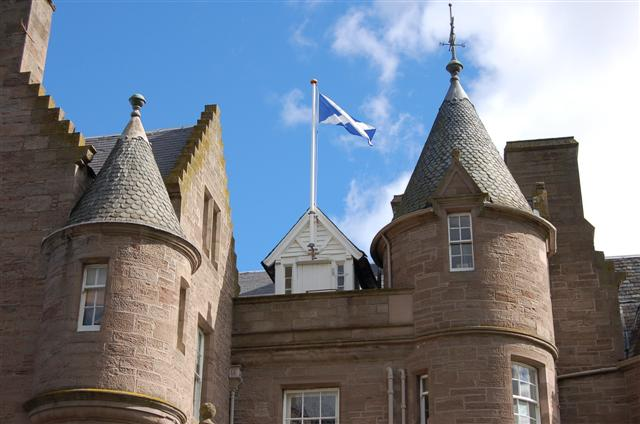
Die Tourellen des Herrenhauses